# فهد العرابي الحارثي
فهد بن ساعد العرابي  كاتب وإعلامي سعودي، ولد في المريفق في الطائف عام 1946م (1365هـ). رئيس مركز أسبار للدراسات والبحوث والإعلام، ورئيس مجلس إدارة شركة أسبار للتدريب والتطوير الإداري، واختير عضواً مجلس الشورى السعودي في ثلاث دورات. كما رأس تحرير مجلة اليمامة، ورأس مجلس إدارة صحيفة الوطن السعودية.

## تعليمه
- حصل فهد العرابي على دكتوراه الدولة في الآداب والعلوم الإنسانية بتقدير مُشرف جداً (مرتبة الشرف الأولى) من جامعة السوربون بباريس عام 1980م.
- حاصل على البكالوريوس في اللغة العربية وآدابها بتقدير ممتاز (مع مرتبة الشرف الأولى) – كلية الشريعة والدراسات الإسلامية - جامعة أم القرى عام 1966م.[3]

## العمل والمناصب
- رئيس مركز أسبار للدراسات والبحوث والإعلام، وهو مالكه ومؤسسه منذ العام 1994.
- رئيس مجلس إدارة منتدى أسبار الدولي.
- رئيس ملتقى أسبار (Think Tank) يضم 100 مثقفاً من أطياف سياسية واجتماعية مختلفة.
- عضو مجلس الشورى السعودي منذ دورته الأولى عام 1993 وأعيد اختياره في المجلس للمرة الثانية عام 1997، ثم للمرة الثالثة عام 2001. وعمل في بعض دورات المجلس رئيساً للجنة الشؤون الثقافية والإعلام، ورئيساً للجنة التعليم.
- عضو هيئة التدريس في جامعة الملك سعود في الفترة من 1981م إلى 1993م.
- رئيس تحرير مجلة اليمامة لمدة اثني عشر عاماً من 1981م إلى 1992م، وكان عضواً بمجلس إدارة مؤسسة اليمامة الصحفية.[5]
- رئيس الفريق العلمي الذي أعد الدراسات التأسيسية والاستشارية لإنشاء صحيفة الوطن السعودية في عام 1997 وهو من قاد فريق العمل الذي خاض مرحلة تأسيس الصحيفة وإطلاقها، وانتخب أوّل رئيس لمجلس إدارة الصحيفة، كما كلف مديراً عاماً للمؤسسة، وتولى كذلك الإشراف على التحرير (رئيس التحرير).
- ترأس الفريق العلمي الذي أعد الدراسة العلمية لإعادة الشركة الشرقية للطباعة والصحافة والإعلام، ومجلة الشرق بالدمام.
- ترأس فريق العمل الذي تولّى «إعادة تأسيس جريدة الندوة» التي تصدر من مكة.
- ترأس الفريق الذي تولى مهمة دراسة وتأسيس مشروع مركز المعلومات المتخصص عن الملك فهد (تحت التأسيس). وأشرف على بناء قواعد المعلومات وإعداد الإصدار الأول للمركز المذكور (12 مجلداً) ضمت كل ما نشر عن الملك فهد بعد وفاته.
- ترأس الفريق العلمي الذي أعد مشروع الإستراتيجية الإعلامية لدول مجلس التعاون الخليجي (ومدة الإستراتيجية عشر سنوات منذ 2010).
- رئيس الفريق العلمي الذي أعد الدراسات التأسيسية لإنشاء مجلة «صهيل» السعودية 1423هـ/ 2002.
- أشرف على العديد من الدراسات الوطنية مثل:
- تقويم تجربة الانتخابات في المملكة العربية السعودية.
- استخدامات الإنترنت في المجتمع السعودي.
- الشباب السعودي: الهموم والمشكلات والتطلعات.
- تدين السعوديين دراسة استقرائية.
- تقويم حملة التضامن الوطني ضد الإرهاب.
- توجهات المتعاملين السعوديين في سوق الأسهم السعودية وتطلعاتهم نحو السوق.
- الدراسات التتابعية عن مستوى الغلو والتطرف في المجتمع السعودي.
- الدراسة التتابعية حول تقويم المؤسسات الإعلامية في السعودية.
- توجهات المتعاملين في سوق الأسهم السعودية وتطلعاتهم نحو السوق.
- دراسة مكونات سعر النفط الذي يدفعه المستهلك النهائي في الولايات المتحدة الأمريكية وبريطانيا وفرنسا وألمانيا وإيطاليا واليابان وإسبانيا والبرازيل والصين
- دراسة عن اتجاهات الكتاب السعوديين والمطبوعات السعودية نحو الحرب علي العراق.
- دراسة مدى تلبية الفعاليات السياحة لمتطلبات الشباب من الذكور والإناث.
- دراسة وصفية تحليلية للقناة وبرامجها "Newt Vsat" قناة «نيو تي في» اللبنانية.
- الدراسة التتابعية لتقويم أداء وزارة الثقافة والإعلام والمؤسسات التابعة لها.
- دراسة «تحليل محتوى» المواد المنشورة في الصحافة الورقية والإلكترونية حول السياحة في المملكة العربية السعودية.
- رصد وتحليل المضامين الإعلامية المقروءة حول شركة أرامكو.
- دراسة مسيرة الإعلام السعودي.
- دراسة الآثار التنموية لصناديق التنمية السعودية.

## مؤتمرات وندوات شارك بها
- شارك في المؤتمر الإقليمي الثالث لمركز البحوث والدراسات الإستراتيجية في الجيش اللبناني «العالم العربي 2013: ديناميات التغيير، التحديات في الأمن والاقتصاد والإدارة السياسية» من 10 إلى 13 أبريل 2013.
- شارك في المؤتمر الدولي الأول لمجلس العلاقات العربية والدولية «الوطن العربي والعالم.. رؤية مستقبلية» بالكويت من 11 إلى 12 فبراير 2013.
- شارك في اللقاء السنوي الرابع والثلاثون لمنتدى التنمية بالكويت من 7 إلى 8 فبراير 2013.
- شارك في ملتقى كرسي الجزيرة حول تحولات العصر الرقمي وآثارها على اللغة العربية بجامعة الأميرة نورة بالرياض من 3 إلى 4 فبراير 2013.
- ألقى محاضرة بعنوان «ثقافة الانتخاب» ضمن فعاليات الانتخابات البلدية وذلك في قاعة سعود البابطين بالرياض بتاريخ 27 سبتمبر 2011.
- شارك في المنتدى الثاني للشراكة المجتمعية في البحث العلمي بجامعة الإمام محمد بن سعود الإسلامية – وقدم ورقة بعنوان «أزمة البحث العلمي. والتنمية» بتاريخ 27/4/2011
- شارك في ملتقى حول «العلاقات العامة» نظمته شركة (بي ايه أي سيستمز السعودية BAE Systems Saudi Arabia) وقدم فيه ورقة عمل بعنوان «العلاقات العامة.. تقنيات ومفاهيم مهدرة».
- شارك في ملتقى القضاء والإعلام الذي عقد بفندق راديسون ساس الرياض وقدم ورقة عمل بعنوان «التأهيل الإعلامي المتخصص.. المسؤوليات والواجبات» بتاريخ 28/2/2011.
- شارك في ندوة الملتقى الإعلامي الكويتي السعودي التي عقدت في الغرفة التجارية الصناعية بالرياض بتاريخ 21/2/2011.
- شارك في ندوة بجامعة الملك سعود - قسم اللغة العربية – عن الإعلام واللغة وقدم ورقة بعنوان: «سلطة اللغة.. سلطة الإعلام الجديد» بتاريخ 17/11/2011.
- شارك في الفعاليات الثقافية لنادي جدة الأدبي لعام 2011 وقدم محاضرة بعنوان: «الجغرافيا الشفافة.. ومفتاح المعرفة الجديدة». (11/1/2011).
- شارك في «حوار الدوحة» حول قضايا «تقرير التنمية الإنسانية العربية 2009» الذي أقيم في الدوحة بقطر في الفترة 21-22 /5/2010.
- شارك في أعمال منتدى الإعلام العربي في دورته الثامنة بدبي خلال الفترة «11 إلى 12 مايو 2009». كما شارك في أعمال المنتدى لعام 2010، «12 و13 مايو».
- شارك في أعمال الملتقى الثقافي الثاني بالنادي الأدبي بمنطقة تبوك بعنوان (تحديات الخطاب الثقافي) بمحاضرة تحت عنوان «سؤال السيطرة على المستقبل» والذي بدأت فعالياته خلال الفترة 3-6 /5/2010.
- شارك في المؤتمر السنوي الذي تنظمه شركة نولدج فيو وكان موضوعه: «أبعد من الحدود وأقوى من التحديات: قصص نجاح مجال النشر على المواقع الإلكترونية والموبايل» بيروت. من 16 إلى 18 فبراير 2010.
- شارك في مؤتمر «وان إفرا الشرق الأوسط» حول التغيير من أجل النجاح.. الإستراتيجيات التحريرية والتجارية للمستقبل. في دبي من 2 إلى 3 فبراير 2010.
- قدم محاضرة بعنوان «ثقافة الانتخابات» في منتدى معتوق شلبي (الجمعة) 2009.
- قدم محاضرة بعنوان: «الثقافة الأفقية.. وموت النخبة!» ألقيت ضمن نشاط «منبر الحوار» في النادي الأدبي بالرياض 4 أبريل 2009.
- شارك في منتدى الإعلام العربي في دورته الثامنة بدبي خلال الفترة من 11 إلى 12 مايو 2009.
- ترأس جلسة بعنوان «الأمن الفكري الأدوار والمسؤوليات» بالمؤتمر الوطني الأول للأمن الفكري: المفاهيم والتحديات والتي أقيمت فعالياته في جامعة الملك سعود تحت رعاية خادم الحرمين الشريفين في 19/5/2009.
- قدم محاضرة بعنوان: «أزمة الثقافة العربية: عللُ قديمة.. وأخرى جديدة» في خميسية الشيخ حمد الجاسر بالرياض في 4 يونيو 2009.
- شارك في برنامج «بناء القدرات لتحمل المسؤوليات» للتوعية والتأهيل في ثقافة الانتخابات بالغرفة التجارية الصناعية بجدة. في الفترة من 20 يونيو إلى 1 يوليو 2009.
- شارك في برنامج (بناء القدرات لتحمل المسئوليات) للتوعية والتأهيل في ثقافة الانتخابات بالغرفة التجارية الصناعية بجدة. في الفترة من 20 يونيو إلى 1 يوليو 2009.
- شارك في ندوة الإعلام السعودي في زمن العولمة التي نظمها المهرجان الوطني للتراث والثقافة في 11/3/2008 تحت رعاية خادم الحرمين الشريفين الملك عبد الله بن عبد العزيز، وقدم ورقة عمل بعنوان: «عالمنا الجديد.. في سحناته الفاضحة».
- شارك في الندوة الدولية الأولى عن الحاسب الآلي واللغة العربية، التي نظمتها مدينة الملك عبد العزيز للعلوم والتقنية بالتعاون مع جمعية الحاسبات الآلية في الفترة من 10-11/11/2007، تحت رعاية خادم الحرمين الشريفين الملك عبد الله بن عبد العزيز، وقدم لها محاضرة بعنوان: «العرب والتقنية.. العلم والاتصال».
- شارك في المنتدى الإعلامي السنوي الرابع للجمعية السعودية للإعلام والاتصال، الذي عقد بجامعة الملك سعود بالرياض خلال الفترة من 8-10/4/2007 تحت رعاية الأمير نايف بن عبد العزيز، وقدم ورقة عمل بعنوان الإعلام والأزمات السياسية: عن التماهي بين «الأهلي» و«الحكومي» في الإعلام.
- شارك في الندوة التي نظمتها الأمسية الإعلامية لإعلامي مدينة الرياض متحدثاً عن تجربته الإعلامية، كما قدم ورقة عمل عن: «التطوير الإعلامي في المملكة العربية السعودية» في 01/04/2007.
- شارك في نشاطات «منتدى بيت الأعمال» التي تنظمه الغرفة التجارية الصناعية في جدة وذلك بمحاضرة بعنوان: «تساؤلات حول مستقبل التعليم في المملكة» 28/11/2006.
- شارك في الملتقى الثقافي العلمي الذي نظمته مدينة الملك عبد العزيز للعلوم والتقنية الذي انعقد في 2/5/2006 وقدم ورقة عمل تحت عنوان: «نحو إستراتيجية وطنية لنشر الثقافة العلمية».
- شارك في الأسبوع الثقافي الذي نظمته الرئاسة العامة لرعاية الشباب (الهيئة العامة للرياضة حاليا) بمناسبة اختيار الرباط عاصمة للثقافة العربية لعام 2003، وألقى محاضرتين الأولى بعنوان: «الحملة الإعلامية على الإسلام والسعودية.. وصراع الهويات». والثانية بعنوان: «موقع العرب في الكونية الإعلامية الجديدة»، وذلك خلال الفترة من 1-8/12/2003.
- شارك في الندوة التي نظمتها جمعية "الإعلام والاتصال" وذلك خلال الفترة من 29-31/3/2003 تحت رعاية الأمير نايف بن عبد العزيز، وقدم ورقة عمل بعنوان "جذور الحملة الإعلامية على الإسلام والسعودية.. وصراع الهويات.
- شارك في فعاليات مؤتمر مؤسسة الفكر العربي الأول في القاهرة خلال الفترة من 27-29/10/2002، وقدم ورقة عمل موضوعها «المعالجات الإعلامية للمشكلات العربية: ملاحظات على الأداء والسياسات».
- شارك في فعاليات ندوة المملكة العربية السعودية والجمهورية اللبنانية في بيروت، وقدم بحثاً بعنوان «دور خادم الحرمين الشريفين الملك فهد بن عبد العزيز في سلام لبنان واستقراره» في مايو 2002.
- شارك مع وفد مجلس الشورى في أعمال المؤتمر السابع بعد المائة للاتحاد البرلماني الدولي الذي عُقد في مراكش بالمملكة المغربية خلال الفترة من 14— 23/3 2002.
- شارك في ندوة التربية الوطنية التي نظمتها وزارة المعارف بالرياض 20 مايو 2000.
- شارك في النادي الثقافي العربي في بيروت بمحاضرة بعنوان «العولمة وموقعنا من الكونية الإعلامية الجديدة» في ديسمبر 1999.
- شارك في ندوة «العلاقات العربية الإيرانية.. الحاضر والمستقبل» التي نظمها مركز الدراسات العربية في لندن 28 أبريل 1999.
- شارك في مؤتمر عن «العلاقات السعودية الأوروبية»، في روما ونظمه معهد العلاقات الدولية الإيطالية، خلال الفترة من 2-5/3/1999.
- حاضر في جامعة ساساري في سردينيا وجامعة نابولي بإيطاليا 1999.
- شارك في مؤتمر مركز الدراسات العربي — الأوروبي السابع حول (مستقبل القدس العربية) الذي عقد برعاية العاهل المغربي الملك الراحل الحسن الثاني في الدار البيضاء بالمغرب، خلال الفترة من 23-25/2/1999، وترأس إحدى جلساته.
- شارك ضمن وفد المملكة العربية السعودية في المؤتمر الثاني لوزراء الثقافة في دول العالم الإسلامي، الذي عقد في مدينة الرباط بالمملكة المغربية خلال الفترة من 12-14/11/1998.
- ترأس ندوة عن «الإعلام العربي الأوروبي.. حوار من أجل التعاون» التي انعقدت في لشبونة «اكسبو 98» بالبرتغال في 16/7/1998.
- شارك في المؤتمر الدولي السادس حول (الإعلام العربي الأوروبي.. حوار من أجل المستقبل) 23-25/2/1998 بالبحرين.
- شارك في الفعاليات الثقافية المصاحبة لمشاركة المنتخب السعودي لكرة القدم في نهائيات كأس العالم 1998 بفرنسا، وألقى محاضرة علمية في معهد العالم العربي بباريس في 14/6/1998.
- شارك في المؤتمر الدولي الحكومي الذي عقد في ستكهولم بالسويد خلال الفترة من 30/3 - 2/4/1998، وموضوعه «المشاركة في السياسات الثقافية واستراتيجيات تنمية الإنسان وتعزيز دور اليونسكو».
- شارك في ندوة «مستقبل الوطن العربي ودور الجامعة العربية» المنعقد في أبوظبي تحت رعاية الشيخ زايد بن سلطان آل نهيان خلال الفترة من 2-4/11/1997.
- شارك في مؤتمر الإعلاميين العرب والأمريكيين المنعقد في أصيلة بالمغرب في صيف 1997.
- شارك في الجولة الأوروبية لمجلس الشورى إلى كلٍ من بلجيكا، وألمانيا، وفرنسا عام 1995.
- شارك في الإعداد والتنظيم لمؤتمر الإعاقة الأول الذي عقد في الرياض عام 1992.
- شارك في النشاطات المصاحبة لمعرض الكتاب العربي الذي أقيم في معهد العالم العربي بباريس عام 1992.
- شارك في معارض «المملكة بين الأمس واليوم» في لندن عام 1986، وباريس 1986، والقاهرة عام 1987، ومونتريال عام 1991.
- شارك في الوفد الرسمي الذي اتجه إلى فرنسا عام 1991 لتوضيح موقف المملكة الرسمي والشعبي من الغزو العراقي لدولة الكويت.
- شارك بأوراق عمل خلال مؤتمرات الدفاع المدني في المدينة المنورة والطائف عام 1989- وعام 1991.
- شارك في الفعاليات الثقافية التي صاحبت معرض القاهرة الدولي للكتاب عام 1990.
- شارك في نشاطات وأعمال الجامعات العربية الأوروبية الصيفية وأعمالها (دورة مالطا عام 1988).
- شارك في مؤتمرات المجلس العربي للطفولة والتنمية المنعقد في تونس عام 1986 وعمان 1987م والقاهرة 1987.
- شارك في الأسبوعين الثقافيين اللذين أقيما في كلٍ من المغرب عام 1976، والسويد عام 1987.
- كلف بإقامة عدد من اللقاءات المفتوحة مع الطلاب السعوديين المقيمين في الولايات الأمريكية في عام 1982.
- ابتكر فكرة مشروع الندوة الثقافية الكبرى - الجنادرية - الرياض في عام 1986 وعام 1987 واشترك في إدارتها لمدة عامين).
- شارك في مؤتمر إدارة الموارد البشرية الرابع المنعقد بمدينة الجبيل عام 1986.
- شارك في مؤتمر إدارة الطرق الدولي الإقليمي الثالث لمنطقة الشرق الأوسط، الرياض 1986.
- شارك في ندوات أصيلة الثقافية بالمغرب 1985.
- ترأس الأسبوع الثقافي السعودي الذي أقيم في الجزائر 1983 وأشرف على جميع فعالياته.
- شارك في الأسبوع الثقافي الخليجي الذي أقيم في باريس 1981.
- شارك في معرض فرانكفورت للكتاب عام 1978.
- شارك في المنتدى الثقافي العربي الأفريقي - المغرب 1976.
- شارك في عدد من الوفود الإعلامية الرسمية التي رافقت القادة السعوديين كالملك وولي العهد خلال زياراتهم الرسمية للعالم العربي وأمريكا وأوروبا منذ عام 1975.
- شارك في الوفود الإعلامية الرسمية التي تشكلت بناءً على قرار المجلس الأعلى للإعلام المستند إلى توصية مجلس وزراء الإعلام في دول الخليج وذلك للقيام بجولة حوار وتنسيق تشمل جميع دول مجلس التعاون.
- شارك في إعداد بعض مناهج التدريب الإعلامي في معهد الإدارة العامة بالرياض.
- ساهم في أعمال بعض اللجان العلمية في جامعة الملك سعود أثناء ممارسته مهنة التدريس بها.

## مؤلفاته
- كتاب: «وجوه وأمكنة» الرياض 2014.
- كتاب: «أنتِ قبيحة هذا الصباح» الرياض 2013 نصوص قصصية.
- له مع آخرين «موسوعة المملكة العربية السعودية: ماضياً وحاضراً (الأرض – الإنسان – الحضارة)» 2013.
- كتاب: «هؤلاء.. وأنا!»، بيروت 2012.
- كتاب: «المعرفة قوة.. والحرية أيضاً!» بيروت 2010.
- كتاب: «أمريكا التي تعلمنا الديمقراطية والعدل» بيروت 2007.
- له مع آخرين كتاب: "اتجاهات الكتاب السعوديين والمطبوعات السعودية نحو الحرب على العراق" 2003.
- كتاب: «قال ابن عباس.. حدثتنا عائشة» فصول في تآخي «الأدبي» و«الشرعي» في الثقافة العربية. الرياض 1995.
- كتاب: «وقت للعار!» في السياسة، الرياض 1990.

## مؤلفات أشرف على إعدادها
- «موسوعة المملكة العربية السعودية: ماضياً وحاضراً (الأرض – الإنسان – الحضارة)» 2013
- "موسوعة أسبار للعلماء والمتخصصين في الشريعة الإسلامية في المملكة العربية السعودية" ثلاث مجلدات 1999.
- "معجم أسبار للنساء السعوديات" مجلدان 1997.
- "معجم السفراء السعوديين" 2002.
- كتاب "مسيرة الإعلام السعودي" 1999 باللغات: العربية، الإنجليزية، الفرنسية.
- كتاب «الآثار التنموية لصناديق التنمية السعودية» 1999 باللغتين: العربية، والإنجليزية.
- كتاب "عرائس الصحراء" 1999 باللغات: العربية، الإنجليزية، الفرنسية.